# D̲
Cette page contient des caractères spéciaux ou non latins. S’ils s’affichent mal (▯, ?, etc.), consultez la page d’aide Unicode.
D̲ (minuscule : d̲), appelé D trait souscrit ou D souligné, est un graphème utilisé dans l’écriture du dakelh, de l’oneida et dans certaines translittération ALA-LC. Il s’agit de la lettre D diacritée d’un trait souscrit. Il est différent du Ḏ, D macron souscrit.

## Utilisation
En oneida, ‹ d̲ › représente la forme murmurée de la même consonne que ‹ d ›, utilisée par certains auteurs au lieu du ‹ t › devant une voyelle, c’est-à-dire lorsqu’elle représente une consonne occlusive alvéolaire voisée murmurée.
La romanisation du grec de l’ALA-LC utilise le ‹ d̲ › pour translittérer le digraphe ‹ ντ › en début de mot.

## Représentations informatiques
Le D souligné peut être représenté avec les caractères Unicode suivants (commandes C0 et latin de base, diacritiques) :
| formes    | représentations | chaînes de caractères | points de code | descriptions                                         |
| --------- | --------------- | --------------------- | -------------- | ---------------------------------------------------- |
| capitale  | D̲               | D◌̲                    | U+0044 U+0332  | lettre majuscule latine d diacritique trait souscrit |
| minuscule | d̲               | d◌̲                    | U+0064 U+0332  | lettre minuscule latine d diacritique trait souscrit |